# Verwaltungsgliederung von Tibet (Autonomes Gebiet)
Das Autonome Gebiet Tibet ist in vier bezirksfreie Städte und drei Regierungsbezirke untergliedert (Stand der Einwohnerzahlen: Zensus 2020):

Lhasa
Nagqu mit gleichnamigem Hauptort im gleichnamigen Kreis
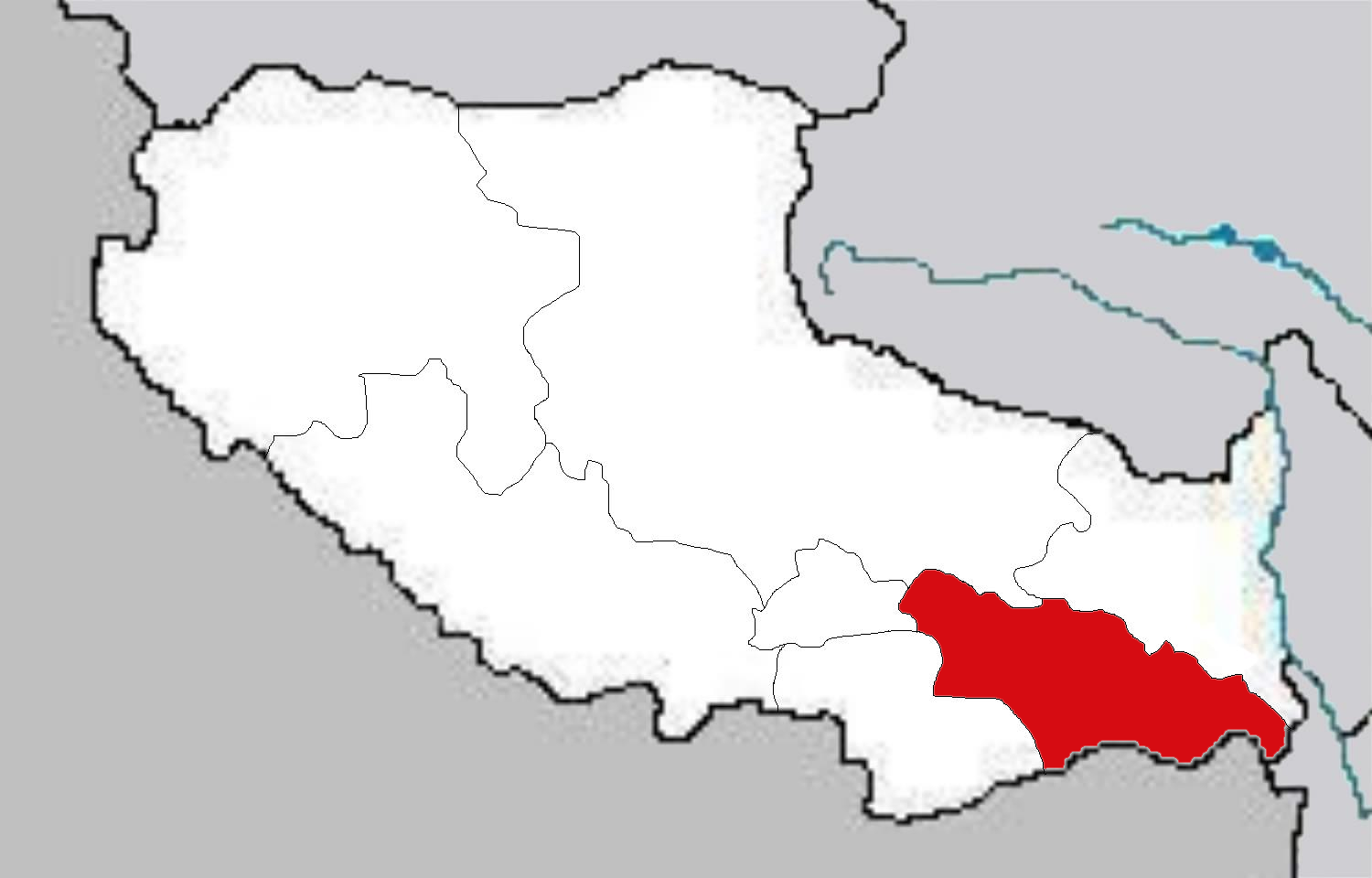
Nyingchi mit Hauptort Bayi im Stadtbezirk Bayi
Ngari mit Hauptort Sênggê Zangbo im Kreis Gar
Qamdo mit Regierungssitz Chengguan im Stadtbezirk Karub
Shannan mit Hauptort Zêtang im Kreis Nêdong
Xigazê mit dem Stadtbezirk Samzhubzê

| Bezirksebene                                                                                          | Kreisebene            | Kreisebene      | Kreisebene                | Kreisebene               | Kreisebene         |
| Bezirksebene                                                                                          | Name                  | Tibetisch       | Umschrift nach Wylie      | Chinesisch (Kurzzeichen) | Hanyu Pinyin       |
| --- | --------------------- | --------------- | ------------------------- | ------------------------ | ------------------ |
| Stadt Lhasa ལྷ་ས་གྲོང་ཁྱེར་ lha sa grong khyer 拉萨市 Lāsà Shì 29.518 km² 867.891 Einwohner                | Stadtbezirk Chengguan | ཁྲིན་ཀོན་ཆུས་       | khrin kon chus            | 城关区                   | Chéngguān Qū       |
| Stadt Lhasa ལྷ་ས་གྲོང་ཁྱེར་ lha sa grong khyer 拉萨市 Lāsà Shì 29.518 km² 867.891 Einwohner                | Kreis Lhünzhub        | ལྷུན་གྲུབ་རྫོང་       | lhun grub rdzong          | 林周县                   | Línzhōu Xiàn       |
| Stadt Lhasa ལྷ་ས་གྲོང་ཁྱེར་ lha sa grong khyer 拉萨市 Lāsà Shì 29.518 km² 867.891 Einwohner                | Kreis Damxung         | འདམ་གཞུང་རྫོང་     | 'dam gzhung rdzong        | 当雄县                   | Dāngxióng Xiàn     |
| Stadt Lhasa ལྷ་ས་གྲོང་ཁྱེར་ lha sa grong khyer 拉萨市 Lāsà Shì 29.518 km² 867.891 Einwohner                | Kreis Nyêmo           | སྙེ་མོ་རྫོང་         | snye mo rdzong            | 尼木县                   | Nímù Xiàn          |
| Stadt Lhasa ལྷ་ས་གྲོང་ཁྱེར་ lha sa grong khyer 拉萨市 Lāsà Shì 29.518 km² 867.891 Einwohner                | Kreis Qüxü            | ཆུ་ཤུར་རྫོང་        | chu shur rdzong           | 曲水县                   | Qūshuǐ Xiàn        |
| Stadt Lhasa ལྷ་ས་གྲོང་ཁྱེར་ lha sa grong khyer 拉萨市 Lāsà Shì 29.518 km² 867.891 Einwohner                | Kreis Doilungdêqên    | སྟོད་ལུང་བདེ་ཆེན་རྫོང་ | stod lung bde chen rdzong | 堆龙德庆县               | Duīlóngdéqìng Xiàn |
| Stadt Lhasa ལྷ་ས་གྲོང་ཁྱེར་ lha sa grong khyer 拉萨市 Lāsà Shì 29.518 km² 867.891 Einwohner                | Kreis Dagzê           | སྟག་རྩེ་རྫོང་        | stag rtse rdzong          | 达孜县                   | Dázī Xiàn          |
| Stadt Lhasa ལྷ་ས་གྲོང་ཁྱེར་ lha sa grong khyer 拉萨市 Lāsà Shì 29.518 km² 867.891 Einwohner                | Kreis Maizhokunggar   | མལ་གྲོ་གུང་དཀར་རྫོང་ | mal gro gung dkar rdzong  | 墨竹工卡县               | Mòzhúgōngkǎ Xiàn   |
| Regierungsbezirk Nagqu ནག་ཆུ་ས་ཁུལ་ nag chu sa khul 那曲地区 Nàqū Dìqū 395.458 km² 504.838 Einwohner    | Kreis Nagqu           | ནག་ཆུ་རྫོང་        | nag chu rdzong            | 那曲县                   | Nàqū Xiàn          |
| Regierungsbezirk Nagqu ནག་ཆུ་ས་ཁུལ་ nag chu sa khul 那曲地区 Nàqū Dìqū 395.458 km² 504.838 Einwohner    | Kreis Lhari           | ལྷ་རི་རྫོང་         | lha ri rdzong             | 嘉黎县                   | Jiālí Xiàn         |
| Regierungsbezirk Nagqu ནག་ཆུ་ས་ཁུལ་ nag chu sa khul 那曲地区 Nàqū Dìqū 395.458 km² 504.838 Einwohner    | Kreis Biru            | འབྲི་རུ་རྫོང་        | ’bri ru rdzong            | 比如县                   | Bǐrú Xiàn          |
| Regierungsbezirk Nagqu ནག་ཆུ་ས་ཁུལ་ nag chu sa khul 那曲地区 Nàqū Dìqū 395.458 km² 504.838 Einwohner    | Kreis Nyainrong       | གཉན་རོང་རྫོང་      | gnyan rong rdzong         | 聂荣县                   | Nièróng Xiàn       |
| Regierungsbezirk Nagqu ནག་ཆུ་ས་ཁུལ་ nag chu sa khul 那曲地区 Nàqū Dìqū 395.458 km² 504.838 Einwohner    | Kreis Amdo            | ཨ་མདོ་རྫོང་        | a mdo rdzong              | 安多县                   | Ānduō Xiàn         |
| Regierungsbezirk Nagqu ནག་ཆུ་ས་ཁུལ་ nag chu sa khul 那曲地区 Nàqū Dìqū 395.458 km² 504.838 Einwohner    | Kreis Xainza          | ཤན་རྩ་རྫོང་        | shan rtsa rdzong          | 申扎县                   | Shēnzhā Xiàn       |
| Regierungsbezirk Nagqu ནག་ཆུ་ས་ཁུལ་ nag chu sa khul 那曲地区 Nàqū Dìqū 395.458 km² 504.838 Einwohner    | Kreis Sog             | སོག་རྫོང་          | sog rdzong                | 索县                     | Suǒ Xiàn           |
| Regierungsbezirk Nagqu ནག་ཆུ་ས་ཁུལ་ nag chu sa khul 那曲地区 Nàqū Dìqū 395.458 km² 504.838 Einwohner    | Kreis Baingoin        | དཔལ་མགོན་རྫོང་     | dpal mgon rdzong          | 班戈县                   | Bāngē Xiàn         |
| Regierungsbezirk Nagqu ནག་ཆུ་ས་ཁུལ་ nag chu sa khul 那曲地区 Nàqū Dìqū 395.458 km² 504.838 Einwohner    | Kreis Baqên           | སྦྲ་ཆེན་རྫོང་        | sbra chen rdzong          | 巴青县                   | Bāqīng Xiàn        |
| Regierungsbezirk Nagqu ནག་ཆུ་ས་ཁུལ་ nag chu sa khul 那曲地区 Nàqū Dìqū 395.458 km² 504.838 Einwohner    | Kreis Nyima           | ཉི་མ་རྫོང་         | nyi ma rdzong             | 尼玛县                   | Nímǎ Xiàn          |
| Regierungsbezirk Nagqu ནག་ཆུ་ས་ཁུལ་ nag chu sa khul 那曲地区 Nàqū Dìqū 395.458 km² 504.838 Einwohner    | Kreis Shuanghu        | མཚོ་གཉིས་རྫོང་      | mtsho gnyis rdzong        | 双湖县                   | Shuānghú Xiàn      |
| Stadt Qamdo ཆབ་མདོ་ས་ཁུལ་ chab mdo sa khul 昌都市 Chāngdū Shì 108.676 km² 760.966 Einwohner             | Stadtbezirk Karub     | ཆབ་མདོ་རྫོང་       | chab mdo rdzong           | 卡若区                   | Kǎruò Qū           |
| Stadt Qamdo ཆབ་མདོ་ས་ཁུལ་ chab mdo sa khul 昌都市 Chāngdū Shì 108.676 km² 760.966 Einwohner             | Kreis Jomda           | འཇོ་མདའ་རྫོང་      | ’jo mda’ rdzong           | 江达县                   | Jiāngdá Xiàn       |
| Stadt Qamdo ཆབ་མདོ་ས་ཁུལ་ chab mdo sa khul 昌都市 Chāngdū Shì 108.676 km² 760.966 Einwohner             | Kreis Gonjo           | གོ་འཇོ་རྫོང་        | go ’jo rdzong             | 贡觉县                   | Gòngjué Xiàn       |
| Stadt Qamdo ཆབ་མདོ་ས་ཁུལ་ chab mdo sa khul 昌都市 Chāngdū Shì 108.676 km² 760.966 Einwohner             | Kreis Riwoqê          | རི་བོ་ཆེ་རྫོང་       | ri bo che rdzong          | 类乌齐县                 | Lèiwūqí Xiàn       |
| Stadt Qamdo ཆབ་མདོ་ས་ཁུལ་ chab mdo sa khul 昌都市 Chāngdū Shì 108.676 km² 760.966 Einwohner             | Kreis Dêngqên         | སྟེང་ཆེན་རྫོང་       | steng chen rdzong         | 丁青县                   | Dīngqīng Xiàn      |
| Stadt Qamdo ཆབ་མདོ་ས་ཁུལ་ chab mdo sa khul 昌都市 Chāngdū Shì 108.676 km² 760.966 Einwohner             | Kreis Zhag’yab        | བྲག་གཡབ་རྫོང་      | brag g.yab rdzong         | 察雅县                   | Cháyǎ Xiàn         |
| Stadt Qamdo ཆབ་མདོ་ས་ཁུལ་ chab mdo sa khul 昌都市 Chāngdū Shì 108.676 km² 760.966 Einwohner             | Kreis Baxoi           | དཔའ་ཤོད་རྫོང་      | dpa’ shod rdzong          | 八宿县                   | Bāsù Xiàn          |
| Stadt Qamdo ཆབ་མདོ་ས་ཁུལ་ chab mdo sa khul 昌都市 Chāngdū Shì 108.676 km² 760.966 Einwohner             | Kreis Zogang          | མཛོ་སྒང་རྫོང་       | mdzo sgang rdzong         | 左贡县                   | Zuǒgòng Xiàn       |
| Stadt Qamdo ཆབ་མདོ་ས་ཁུལ་ chab mdo sa khul 昌都市 Chāngdū Shì 108.676 km² 760.966 Einwohner             | Kreis Markam          | སྨར་ཁམས་རྫོང་      | smar khams rdzong         | 芒康县                   | Mángkāng Xiàn      |
| Stadt Qamdo ཆབ་མདོ་ས་ཁུལ་ chab mdo sa khul 昌都市 Chāngdū Shì 108.676 km² 760.966 Einwohner             | Kreis Lhorong         | ལྷོ་རོང་རྫོང་        | lho rong rdzong           | 洛隆县                   | Luòlóng Xiàn       |
| Stadt Qamdo ཆབ་མདོ་ས་ཁུལ་ chab mdo sa khul 昌都市 Chāngdū Shì 108.676 km² 760.966 Einwohner             | Kreis Banbar          | དཔལ་འབར་རྫོང་     | dpal ’bar rdzong          | 边坝县                   | Biānbà Xiàn        |
| Stadt Nyingchi ཉིང་ཁྲི་ས་ཁུལ་ nying khri sa khul 林芝市 Línzhī Shì 114.522 km² 238.936 Einwohner          | Stadtbezirk Bayi      | བྲག་ཡིབ་གྲོང་ཆུས།    | brgyad gcig               | 巴宜区                   | Bāyí Qū            |
| Stadt Nyingchi ཉིང་ཁྲི་ས་ཁུལ་ nying khri sa khul 林芝市 Línzhī Shì 114.522 km² 238.936 Einwohner          | Kreis Gongbo'gyamda   | ཀོང་པོ་རྒྱ་མདའ་རྫོང་  | kong po rgya mda’ rdzong  | 工布江达县               | Gōngbùjiāngdá Xiàn |
| Stadt Nyingchi ཉིང་ཁྲི་ས་ཁུལ་ nying khri sa khul 林芝市 Línzhī Shì 114.522 km² 238.936 Einwohner          | Kreis Mainling        | སྨན་གླིང་རྫོང་       | sman gling rdzong         | 米林县                   | Mǐlín Xiàn         |
| Stadt Nyingchi ཉིང་ཁྲི་ས་ཁུལ་ nying khri sa khul 林芝市 Línzhī Shì 114.522 km² 238.936 Einwohner          | Kreis Mêdog           | མེ་ཏོག་རྫོང་        | me tog rdzong             | 墨脱县                   | Mòtuō Xiàn         |
| Stadt Nyingchi ཉིང་ཁྲི་ས་ཁུལ་ nying khri sa khul 林芝市 Línzhī Shì 114.522 km² 238.936 Einwohner          | Kreis Bomê            | སྤོ་མེས་རྫོང་        | spo mes rdzong            | 波密县                   | Bōmì Xiàn          |
| Stadt Nyingchi ཉིང་ཁྲི་ས་ཁུལ་ nying khri sa khul 林芝市 Línzhī Shì 114.522 km² 238.936 Einwohner          | Kreis Zayü            | རྫ་ཡུལ་རྫོང་        | rdza yul rdzong           | 察隅县                   | Cháyú Xiàn         |
| Stadt Nyingchi ཉིང་ཁྲི་ས་ཁུལ་ nying khri sa khul 林芝市 Línzhī Shì 114.522 km² 238.936 Einwohner          | Kreis Dzong           | སྣང་རྫོང་          | snang rdzong              | 朗县                     | Lǎng Xiàn          |
| Regierungsbezirk Shannan ལྷོ་ཁ་ས་ཁུལ་ lho kha sa khul 山南地区 Shānnán Dìqū 78.924 km² 354.035 Einwohner | Kreis Nêdong          | སྣེ་གདོང་རྫོང་       | sne gdong rdzong          | 乃东县                   | Nǎidōng Xiàn       |
| Regierungsbezirk Shannan ལྷོ་ཁ་ས་ཁུལ་ lho kha sa khul 山南地区 Shānnán Dìqū 78.924 km² 354.035 Einwohner | Kreis Chanang         | གྲ་ནང་རྫོང་        | gra nang rdzong           | 扎囊县                   | Zhānáng Xiàn       |
| Regierungsbezirk Shannan ལྷོ་ཁ་ས་ཁུལ་ lho kha sa khul 山南地区 Shānnán Dìqū 78.924 km² 354.035 Einwohner | Kreis Gonggar         | གོང་དཀར་རྫོང་      | gong dkar rdzong          | 贡嘎县                   | Gònggā Xiàn        |
| Regierungsbezirk Shannan ལྷོ་ཁ་ས་ཁུལ་ lho kha sa khul 山南地区 Shānnán Dìqū 78.924 km² 354.035 Einwohner | Kreis Sangri          | ཟངས་རི་རྫོང་       | zangs ri rdzong           | 桑日县                   | Sāngrì Xiàn        |
| Regierungsbezirk Shannan ལྷོ་ཁ་ས་ཁུལ་ lho kha sa khul 山南地区 Shānnán Dìqū 78.924 km² 354.035 Einwohner | Kreis Qonggyai        | འཕྱོངས་རྒྱས་རྫོང་     | ’phyongs rgyas rdzong     | 琼结县                   | Qióngjié Xiàn      |
| Regierungsbezirk Shannan ལྷོ་ཁ་ས་ཁུལ་ lho kha sa khul 山南地区 Shānnán Dìqū 78.924 km² 354.035 Einwohner | Kreis Qusum           | ཆུ་གསུམ་རྫོང་       | chu gsum rdzong           | 曲松县                   | Qūsōng Xiàn        |
| Regierungsbezirk Shannan ལྷོ་ཁ་ས་ཁུལ་ lho kha sa khul 山南地区 Shānnán Dìqū 78.924 km² 354.035 Einwohner | Kreis Comai           | མཚོ་སམད་རྫོང་      | mtsho smad rdzong         | 措美县                   | Cuòměi Xiàn        |
| Regierungsbezirk Shannan ལྷོ་ཁ་ས་ཁུལ་ lho kha sa khul 山南地区 Shānnán Dìqū 78.924 km² 354.035 Einwohner | Kreis Lhozhag         | ལྷོ་བྲག་རྫོང་        | lho brag rdzong           | 洛扎县                   | Luòzhā Xiàn        |
| Regierungsbezirk Shannan ལྷོ་ཁ་ས་ཁུལ་ lho kha sa khul 山南地区 Shānnán Dìqū 78.924 km² 354.035 Einwohner | Kreis Gyaca           | རྒྱ་ཚ་རྫོང་         | rgya tsha rdzong          | 加查县                   | Jiāchá Xiàn        |
| Regierungsbezirk Shannan ལྷོ་ཁ་ས་ཁུལ་ lho kha sa khul 山南地区 Shānnán Dìqū 78.924 km² 354.035 Einwohner | Kreis Lhünzê          | ལྷུན་རྩེ་རྫོང་        | lhun rtse rdzong          | 隆子县                   | Lóngzǐ Xiàn        |
| Regierungsbezirk Shannan ལྷོ་ཁ་ས་ཁུལ་ lho kha sa khul 山南地区 Shānnán Dìqū 78.924 km² 354.035 Einwohner | Kreis Cona            | མཚོ་སྣ་རྫོང་        | mtsho sna rdzong          | 错那县                   | Cuònà Xiàn         |
| Regierungsbezirk Shannan ལྷོ་ཁ་ས་ཁུལ་ lho kha sa khul 山南地区 Shānnán Dìqū 78.924 km² 354.035 Einwohner | Kreis Nagarzê         | སྣ་དཀར་རྩེ་རྫོང་     | sna dkar rtse rdzong      | 浪卡子县                 | Làngkǎzǐ Xiàn      |
| Stadt Xigazê གཞིས་ཀ་རྩེ་ས་ཁུལ་ gzhis ka rtse sa khul 日喀则市 Rìkāzé Shì 181.345 km² 798.153 Einwohner    | Stadtbezirk Samzhubzê | བསམ་འགྲུབ་རྩེ་ཆུས།   | bsam 'grub rtse           | 桑珠孜区                 | Sāngzhūzī Qū       |
| Stadt Xigazê གཞིས་ཀ་རྩེ་ས་ཁུལ་ gzhis ka rtse sa khul 日喀则市 Rìkāzé Shì 181.345 km² 798.153 Einwohner    | Kreis Namling         | རྣམ་གླིང་རྫོང་       | rnam gling rdzong         | 南木林县                 | Nánmùlín Xiàn      |
| Stadt Xigazê གཞིས་ཀ་རྩེ་ས་ཁུལ་ gzhis ka rtse sa khul 日喀则市 Rìkāzé Shì 181.345 km² 798.153 Einwohner    | Kreis Gyangzê         | རྒྱལ་རྩེ་རྫོང་        | rgyal rtse rdzong         | 江孜县                   | Jiāngzī Xiàn       |
| Stadt Xigazê གཞིས་ཀ་རྩེ་ས་ཁུལ་ gzhis ka rtse sa khul 日喀则市 Rìkāzé Shì 181.345 km² 798.153 Einwohner    | Kreis Tingri          | དིང་རི་རྫོང་        | ding ri rdzong            | 定日县                   | Dìngrì Xiàn        |
| Stadt Xigazê གཞིས་ཀ་རྩེ་ས་ཁུལ་ gzhis ka rtse sa khul 日喀则市 Rìkāzé Shì 181.345 km² 798.153 Einwohner    | Kreis Sa’gya          | ས་སྐྱ་རྫོང་         | sa skya rdzong            | 萨迦县                   | Sàjiā Xiàn         |
| Stadt Xigazê གཞིས་ཀ་རྩེ་ས་ཁུལ་ gzhis ka rtse sa khul 日喀则市 Rìkāzé Shì 181.345 km² 798.153 Einwohner    | Kreis Lhazê           | ལྷ་རྩེ་རྫོང་         | lha rtse rdzong           | 拉孜县                   | Lāzī Xiàn          |
| Stadt Xigazê གཞིས་ཀ་རྩེ་ས་ཁུལ་ gzhis ka rtse sa khul 日喀则市 Rìkāzé Shì 181.345 km² 798.153 Einwohner    | Kreis Ngamring        | ངམ་རིང་རྫོང་       | ngam ring rdzong          | 昂仁县                   | Ángrén Xiàn        |
| Stadt Xigazê གཞིས་ཀ་རྩེ་ས་ཁུལ་ gzhis ka rtse sa khul 日喀则市 Rìkāzé Shì 181.345 km² 798.153 Einwohner    | Kreis Xaitongmoin     | བཞད་མཐོང་སྨོན་རྫོང་  | bzhad mthong smon rdzong  | 谢通门县                 | Xiètōngmén Xiàn    |
| Stadt Xigazê གཞིས་ཀ་རྩེ་ས་ཁུལ་ gzhis ka rtse sa khul 日喀则市 Rìkāzé Shì 181.345 km² 798.153 Einwohner    | Kreis Bainang         | པ་སྣམ་རྫོང་        | pa snam rdzong            | 白朗县                   | Báilǎng Xiàn       |
| Stadt Xigazê གཞིས་ཀ་རྩེ་ས་ཁུལ་ gzhis ka rtse sa khul 日喀则市 Rìkāzé Shì 181.345 km² 798.153 Einwohner    | Kreis Rinbung         | རིན་སྤུངས་རྫོང་      | rin spungs rdzong         | 仁布县                   | Rénbù Xiàn         |
| Stadt Xigazê གཞིས་ཀ་རྩེ་ས་ཁུལ་ gzhis ka rtse sa khul 日喀则市 Rìkāzé Shì 181.345 km² 798.153 Einwohner    | Kreis Kangmar         | ཁང་དམར་རྫོང་      | khang dmar rdzong         | 康马县                   | Kāngmǎ Xiàn        |
| Stadt Xigazê གཞིས་ཀ་རྩེ་ས་ཁུལ་ gzhis ka rtse sa khul 日喀则市 Rìkāzé Shì 181.345 km² 798.153 Einwohner    | Kreis Dinggyê         | གདིང་སྐྱེས་རྫོང་      | gding skyes rdzong        | 定结县                   | Dìngjié Xiàn       |
| Stadt Xigazê གཞིས་ཀ་རྩེ་ས་ཁུལ་ gzhis ka rtse sa khul 日喀则市 Rìkāzé Shì 181.345 km² 798.153 Einwohner    | Kreis Zhongba         | འབྲོང་པ་རྫོང་       | ’brong pa rdzong          | 仲巴县                   | Zhòngbā Xiàn       |
| Stadt Xigazê གཞིས་ཀ་རྩེ་ས་ཁུལ་ gzhis ka rtse sa khul 日喀则市 Rìkāzé Shì 181.345 km² 798.153 Einwohner    | Kreis Yadong          | གྲོ་མོ་རྫོང་         | gro mo rdzong             | 亚东县                   | Yàdōng Xiàn        |
| Stadt Xigazê གཞིས་ཀ་རྩེ་ས་ཁུལ་ gzhis ka rtse sa khul 日喀则市 Rìkāzé Shì 181.345 km² 798.153 Einwohner    | Kreis Gyirong         | སྐྱིད་གྲོང་རྫོང་       | skyid grong rdzong        | 吉隆县                   | Jílóng Xiàn        |
| Stadt Xigazê གཞིས་ཀ་རྩེ་ས་ཁུལ་ gzhis ka rtse sa khul 日喀则市 Rìkāzé Shì 181.345 km² 798.153 Einwohner    | Kreis Nyalam          | གཉའ་ལམ་རྫོང་      | gnya’ lam rdzong          | 聂拉木县                 | Nièlāmù Xiàn       |
| Stadt Xigazê གཞིས་ཀ་རྩེ་ས་ཁུལ་ gzhis ka rtse sa khul 日喀则市 Rìkāzé Shì 181.345 km² 798.153 Einwohner    | Kreis Saga            | ས་དགའ་རྫོང་       | sa dga’ rdzong            | 萨嘎县                   | Sàgā Xiàn          |
| Stadt Xigazê གཞིས་ཀ་རྩེ་ས་ཁུལ་ gzhis ka rtse sa khul 日喀则市 Rìkāzé Shì 181.345 km² 798.153 Einwohner    | Kreis Gamba           | གམ་པ་རྫོང་        | gam pa rdzong             | 岗巴县                   | Gǎngbā Xiàn        |
| Regierungsbezirk Ngari མངའ་རིས་ས་ཁུལ་ mnga’ ris sa khul 阿里地区 Ālǐ Dìqū 296.333 km² 123.281 Einwohner | Kreis Gar             | སྒར་རྫོང་          | sgar rdzong               | 噶尔县                   | Gá’ěr Xiàn         |
| Regierungsbezirk Ngari མངའ་རིས་ས་ཁུལ་ mnga’ ris sa khul 阿里地区 Ālǐ Dìqū 296.333 km² 123.281 Einwohner | Kreis Burang          | སྤུ་ཧྲེང་རྫོང་        | spu hreng rdzong          | 普兰县                   | Pǔlán Xiàn         |
| Regierungsbezirk Ngari མངའ་རིས་ས་ཁུལ་ mnga’ ris sa khul 阿里地区 Ālǐ Dìqū 296.333 km² 123.281 Einwohner | Kreis Zanda           | རྩ་མདའ་རྫོང་       | rtsa mda’ rdzong          | 札达县                   | Zhádá Xiàn         |
| Regierungsbezirk Ngari མངའ་རིས་ས་ཁུལ་ mnga’ ris sa khul 阿里地区 Ālǐ Dìqū 296.333 km² 123.281 Einwohner | Kreis Rutog           | རུ་ཐོག་རྫོང་        | ru thog rdzong            | 日土县                   | Rìtǔ Xiàn          |
| Regierungsbezirk Ngari མངའ་རིས་ས་ཁུལ་ mnga’ ris sa khul 阿里地区 Ālǐ Dìqū 296.333 km² 123.281 Einwohner | Kreis Gê'gyai         | དགེ་རྒྱས་རྫོང་       | dge rgyas rdzong          | 革吉县                   | Géjí Xiàn          |
| Regierungsbezirk Ngari མངའ་རིས་ས་ཁུལ་ mnga’ ris sa khul 阿里地区 Ālǐ Dìqū 296.333 km² 123.281 Einwohner | Kreis Gêrzê           | སྒེར་རྩེ་རྫོང་        | sger rtse rdzong          | 改则县                   | Gǎizé Xiàn         |
| Regierungsbezirk Ngari མངའ་རིས་ས་ཁུལ་ mnga’ ris sa khul 阿里地区 Ālǐ Dìqū 296.333 km² 123.281 Einwohner | Kreis Coqên           | མཚོ་ཆེན་རྫོང་       | mtsho chen rdzong         | 措勤县                   | Cuòqín Xiàn        |